# 헤로다스

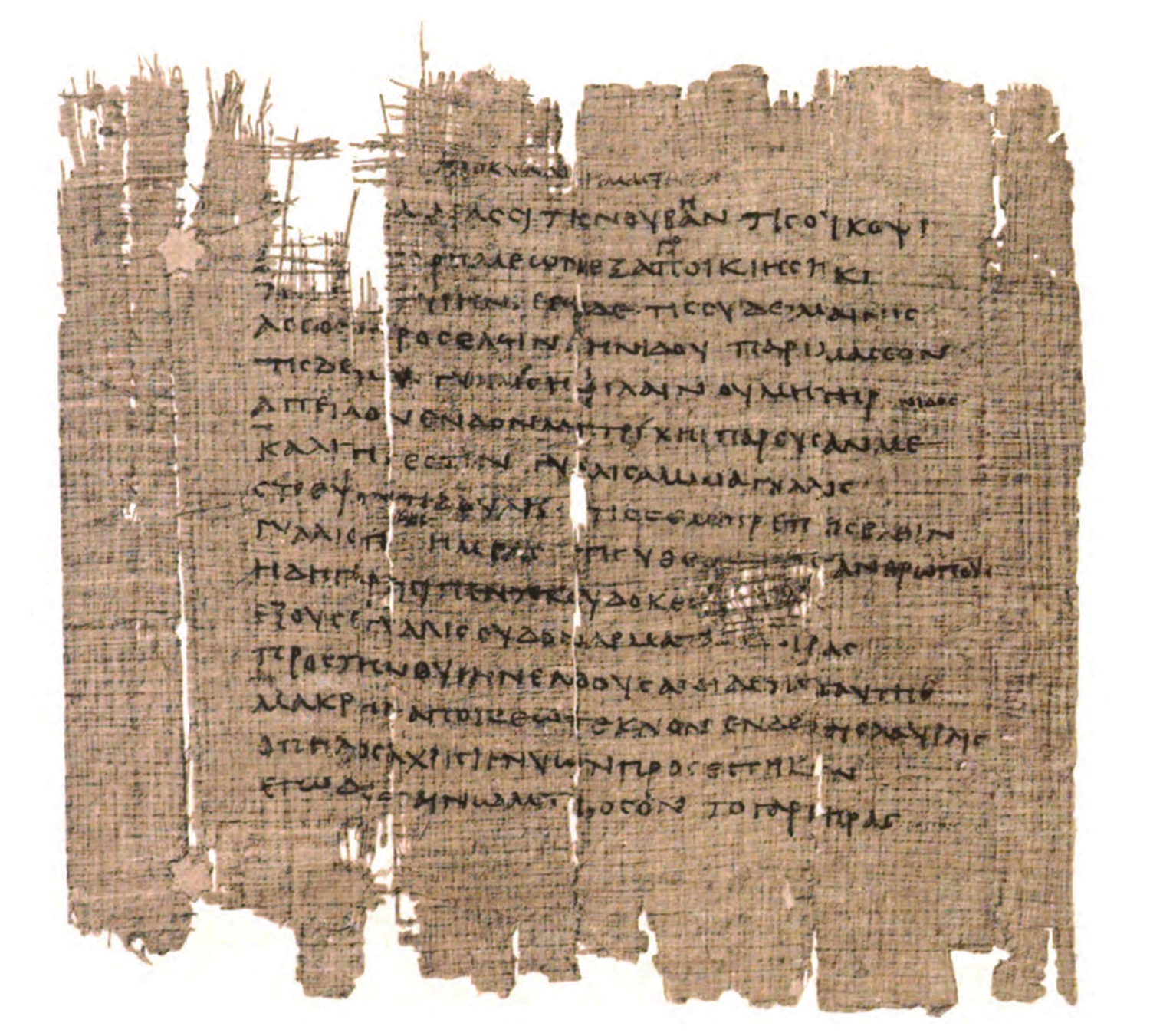

헤로다스(Herodas)는 기원전 3세기에 활약한 그리스의 미모스(Mimos) 작가·시인이다. 헤론다스라는 이름도 전해진다. 코스섬 태생으로 주변의 일상생활에서 취한 코믹한 시극 <미미얌보스>의 작가이다. 극적 수법이 뛰어나며 사실적이며 페이소스도 있다. <교사> <질투하는 여자> <꿈> 등 8곡이 전해진다.